# Calea ferată Kitzingtal
Calea ferată Kitzingtal este o cale ferată din Germania cu o lungime de 100 km care leagă localitățile Frankfurt și Fulda.